# Сахненко Данило
Сахненко Данило (Федорович ?) (1875, Катеринослав — 1930, Харків) — український кінооператор і кінорежисер, один з піонерів української кінематографії. Більшу частину життя прожив у Катеринославі.

## Біографія

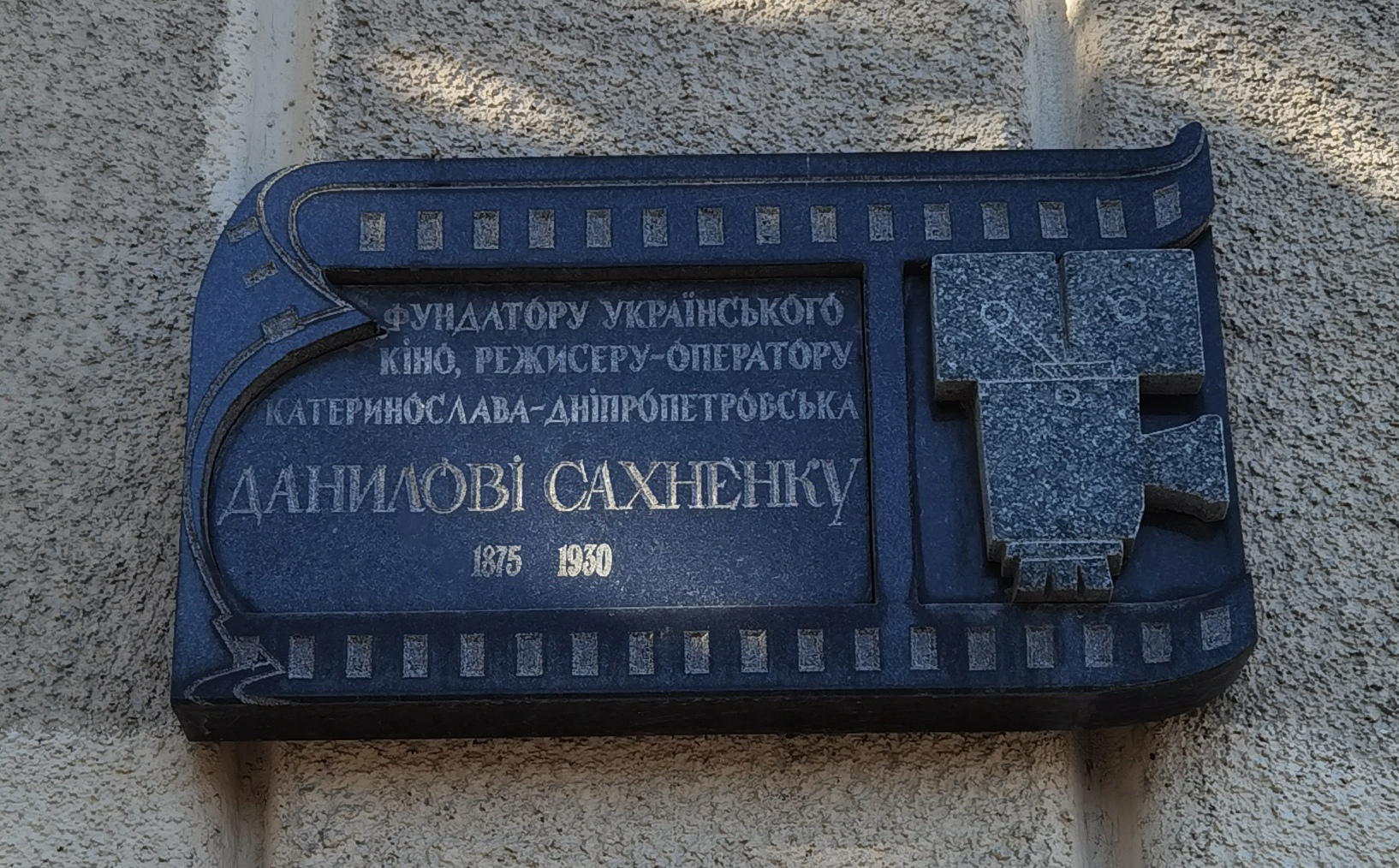
Меморіальна табличка на кінотеатрі «Родина»

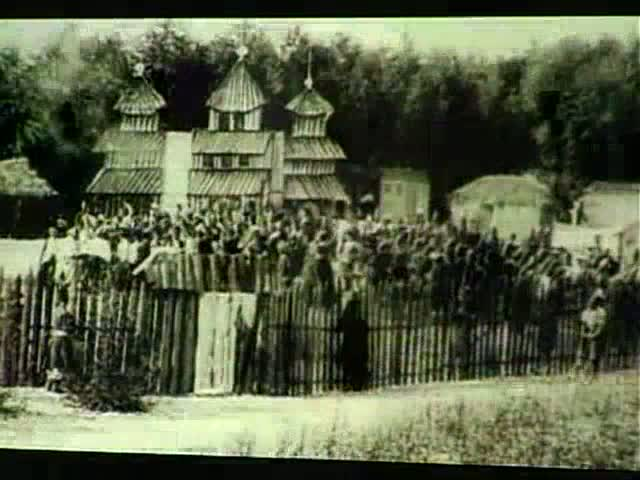
Кадр з фільму Запорізька Січ (1911) знятий Сахненком

Жив на Мандриківці (передмістя Катеринослава). У кіно потрапив завдяки кінопідприємцю Е. Зайлеру, який прибув до міста з паризьким кіноапаратом і створив тут «електробіоскоп» (кінотеатр). На будівництві «біоскопу» Зайлер примітив кмітливого хлопця Данька Сахненка і невдовзі доручив йому крутити ручку кіноапарата. Через пів року Сахненко отримав посаду кіномеханіка, а потім — старшого механіка.
1908 — за спогадами Арнольда Кордюма, представник відомої французької фірми «Брати Пате і Ко» (Pathé), прибувши до Катеринослава, запропонував Сахненкові співпрацю в ролі кореспондента кіножурналу «Пате»-журнал усе бачить, усе знає!". Для цього в розпорядження кореспондента було передано знімальний кіноапарат, декілька коробок кіноплівки та надані відповідні інструкції. Також Сахненко отримав котелок (головний убір), піджак і годинник — для представницького вигляду.
Того ж року Сахненко зняв кінохронікальний фільм про епідемію холери в місті. А знявши для фірми «Пате» фільм про повінь на Дніпрі 1910 року, отримав від неї лист такого змісту: «Вартість надісланого за минулий рік матеріалу покриває вартість кіноапарата, отже, віднині апарат переходить у власність кореспондента».
Відтак Сахненко взяв участь у першому в Україні кінопідприємстві «Південноросійське кінематографічне акціонерне товариство Сахненко, Щетинін і Ко». Один з акціонерів, власник кафе-їдальні М. Шейнін, вніс у товариство 10 тисяч карбованців, другий, кінопрокатник Ф. Щетинін, — свою садибу, оцінену в таку ж суму, а Сахненко — свій знімальний апарат і вміння працювати на ньому.
1911 — організував також власне "Південноросійське ательє «Родина».
1911 — у Катеринославі ательє «Родина» та «Південноросійське кінематографічне АТ Сахненко, Щетинін і Ко» поставили історичний фільм «Запорізька Січ» про подвиги запорозьких козаків і кошового отамана Івана Сірка в боях проти татар та турків у XVII ст. Це був перший український ігровий кінофільм. Картина знімалася за участі нащадків запорозьких січовиків у с. Лоцманська Кам'янка (тепер — частина Дніпра). Це місце визнали найдоречнішим для зйомок, дослідивши Дніпро у проміжку від Катеринослава до Олександрівська. Газети писали, що у батальних сценах брали участь близько 400 душ з гарматами й човнами. Консультував знімальну групу історик Дмитро Яворницький, він також надав у розпорядження знімальної групи зразки старовинних одягу, зброї та начиння. Спеціально для фільму музику написав В. Стрижевський. Декорації створив художник-самоук Єлісей Шаплик. Але від цього фільму збереглися лише лічені кадри (більшість із 23 фільмів, знятих Сахненком, не збереглися зовсім).
Влітку 1911 року екранізував спектаклі під час гастролей театру М. Садовського в Катеринославі, зафіксував на плівку найкращі постановки трупи — «Наймичку» І. Карпенко-Карого та «Наталку Полтавку» І. Котляревського з Заньковецькою у головній ролі (останній фільм залишався у прокаті до 1930 р.).
1912 — художній фільм «Любов Андрія» (за «Тарасам Бульбою» Миколи Гоголя) та інші.
1913 — художній фільм «Мазепа» (за поемою О. Пушкіна «Полтава»).
1914 — екранізація п'єси Михайла Старицького «Богдан Хмельницький».
Зазнавши фінансових невдач, акціонери відмовилися від кінопропаганди класичного репертуару і стали знімати другосортні комедії («Грицько Голопупенко», «Ото ускочив!») і військові агітки, на які під час Першої світової війни виділялися бюджетні кошти, і це убезпечувало виробників від економічних ризиків.
У Російському державному архіві кінофотодокументів (Красногорськ, Московська область, РФ) зберігаються документальні стрічки Д. Сахненка того періоду. Зокрема, «Похорон обер-гофмейстера двору Його Величності Г. П. Алексєєва в Катеринославі» (саме того Георгія Алексєєва, чию потилицю Ілля Рєпін змалював на картині «Запорожці пишуть листа турецькому султану»). На стрічці увічнено день 18 лютого 1914 року, серед учасників траурної процесії можна побачити зятя небіжчика князя М. Урусова, губернатора В. Колобова, преосвященного Агапіта, показано також будинок, де жив у Катеринославі Алексєєв, вид Хресто-Воздвиженської церкви й склепу в ній, де його тимчасово поховали (навесні тіло вивезли до маєтку Котівка — після 1917 р. поховання зазнало наруги).
В архіві збереглася також «Хроніка м. Катеринослава» в трьох частинах:
- Частина І. Прибуття до міста імператора Миколи II 31 січня1915 року та відвідини ним військового шпиталю. Військовий ешелон на залізничній колії‚ військові табори під Катеринославом. Карнавальна хода та демонстрація з нагоди перемоги російської армії біля Перемишля. Молебень. Цвинтар, поховання вбитих.
- Частина II. Революційні події лютого 1917 року в Катеринославі. Перестрілка, вибухи, солдати в траншеях, артилерійська стрілянина. Портрети міністрів Тимчасовий уряд Росії.
- Частина III. Дніпро, Дніпровські пороги, село на березі, човен біля берега, човен з людьми на ріці, група морських офіцерів на березі, перевезення кіньми землі та каменю, сходини козаків.[1]

1920 — Сахненко був кінооператором у Першій кінній армії, жив у Ростові-на-Дону.
З 1921 року працював у Катеринославській філії Кінокомітету.
1925 — разом з М. Лідером зняв художній фільм «Убивство сількора Малиновського».
З 1925 року працював оператором у центральній лабораторії ВУФКУ (Харків).

## Вшанування пам'яті
- В Дніпрі існує вулиця Данила Сахненка

### Кіноклуб ім. Данила Сахненка
Кіноклуб ім. Данила Сахненка Дніпропетровської обласної універсальної наукової бібліотеки збирає навколо себе однодумців та прихильників кіномистецтва. Цілі — дати можливість усім зацікавленим людям різного віку долучитись до світу кіно, розширити кругозір, пізнати історію зародження кінопроцесу в Україні й у Дніпропетровському краї, познайомити з новими стрічками та творчими особистостями. Відвідувачам пропонують кінопокази, творчі зустрічі, дискусії, презентації книг, виставки документів.
Засідання відбуваються кожної третьої суботи у приміщенні відділу мистецтв ДОУНБ за адресою: пр. Дмитра Яворницького, 18, 2-й поверх. Вхід вільний.